# Cardiff Blues
Cardiff Blues és un equip professional de rugbi a 15 gal·lès, amb base a Cardiff, Vale of Glamorgan, East Glamorgan i Breconshire, que participa en la Magners League. El club disputa els seus partits a la ciutat de Cardiff, a l'estadi Cardiff City Stadium, i en ocasions especials al Millennium Stadium.

## Jugadors emblemàtics
- Gethin Jenkins
- Tom Shanklin
- Martyn Williams
- Leigh Halfpenny
- Andy Powell
- Jamie Roberts